# Spoorlijn Caen - Vire
De spoorlijn Caen - Vire was een Franse spoorlijn van Caen naar Vire. De lijn was 73,4 km lang en heeft als lijnnummer 413 000.

## Geschiedenis
De lijn werd in twee gedeeltes geopend door de Compagnie des chemins de fer de l'Ouest, van Caen naar Aunay-Saint-George op 22 augustus 1886 en van Aunay-Saint-George naar Vire op 1 juni 1891. Personenvervoer werd opgeheven op 1 maart 1938. Goederenvervoer tussen Jurques en La Besace was er tot 1942, tussen La Besace en La Graverie tot 2 oktober 1960, tussen Aunay-Saint-Georges en Jurques tot 3 november 1969, tussen Louvigny en Aunay-Saint-Georges tot 3 april 1972, tussen La Graverie en Vire tot 31 mei 1987 en tussen Caen en Louvigny tot 24 september 1989. 
Tegenwoordig is de lijn volledig opgebroken en ligt de A 84 voor een groot deel op het tracé.

## Aansluitingen
In de volgende plaatsen is of was er een aansluiting op de volgende spoorlijnen:
Caen
RFN 366 000, spoorlijn tussen Mantes-la-Jolie en Cherbourg
RFN 380 000, spoorlijn tussen Caen en Dozulé-Putot
RFN 383 300, raccordement maritime van Caen
RFN 383 900, bedieningsspoor ZI de Blainville
RFN 412 000, spoorlijn tussen Caen en Cerisy-Belle-Étoile
lijn tussen Caen en Courseulles-sur-Mer
Guilberville
RFN 414 000, spoorlijn tussen Saint-Lô en Guilberville
Vire
RFN 405 000, spoorlijn tussen Argentan en Granville

## Galerij

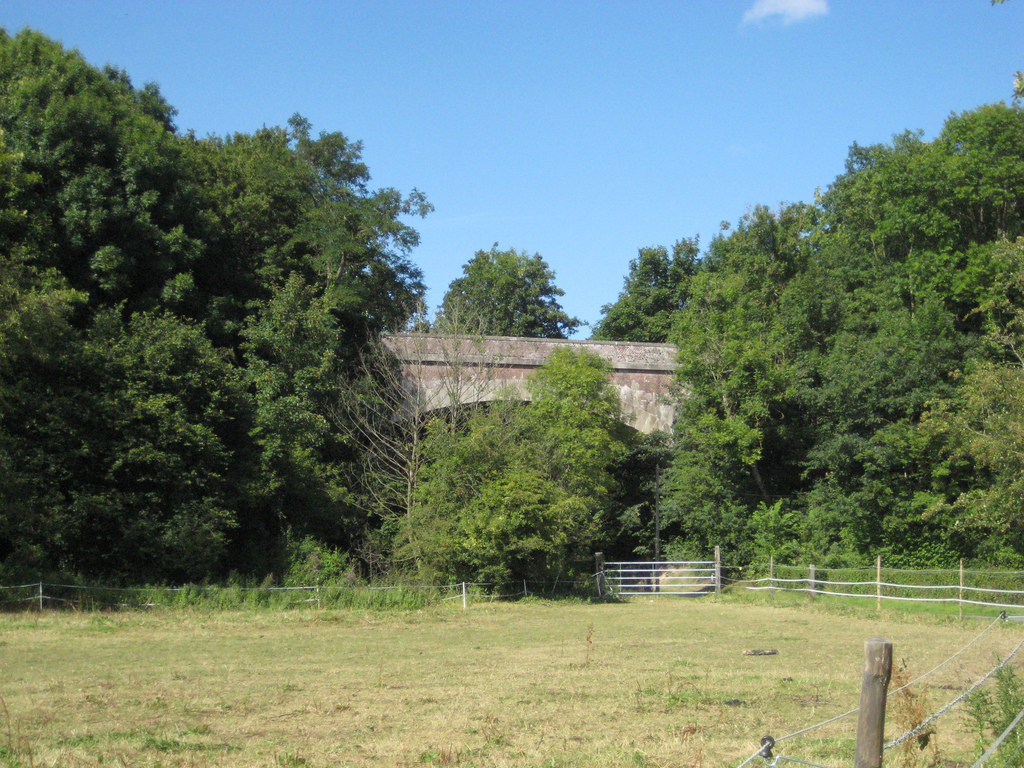
Spoorbrug over de Odon
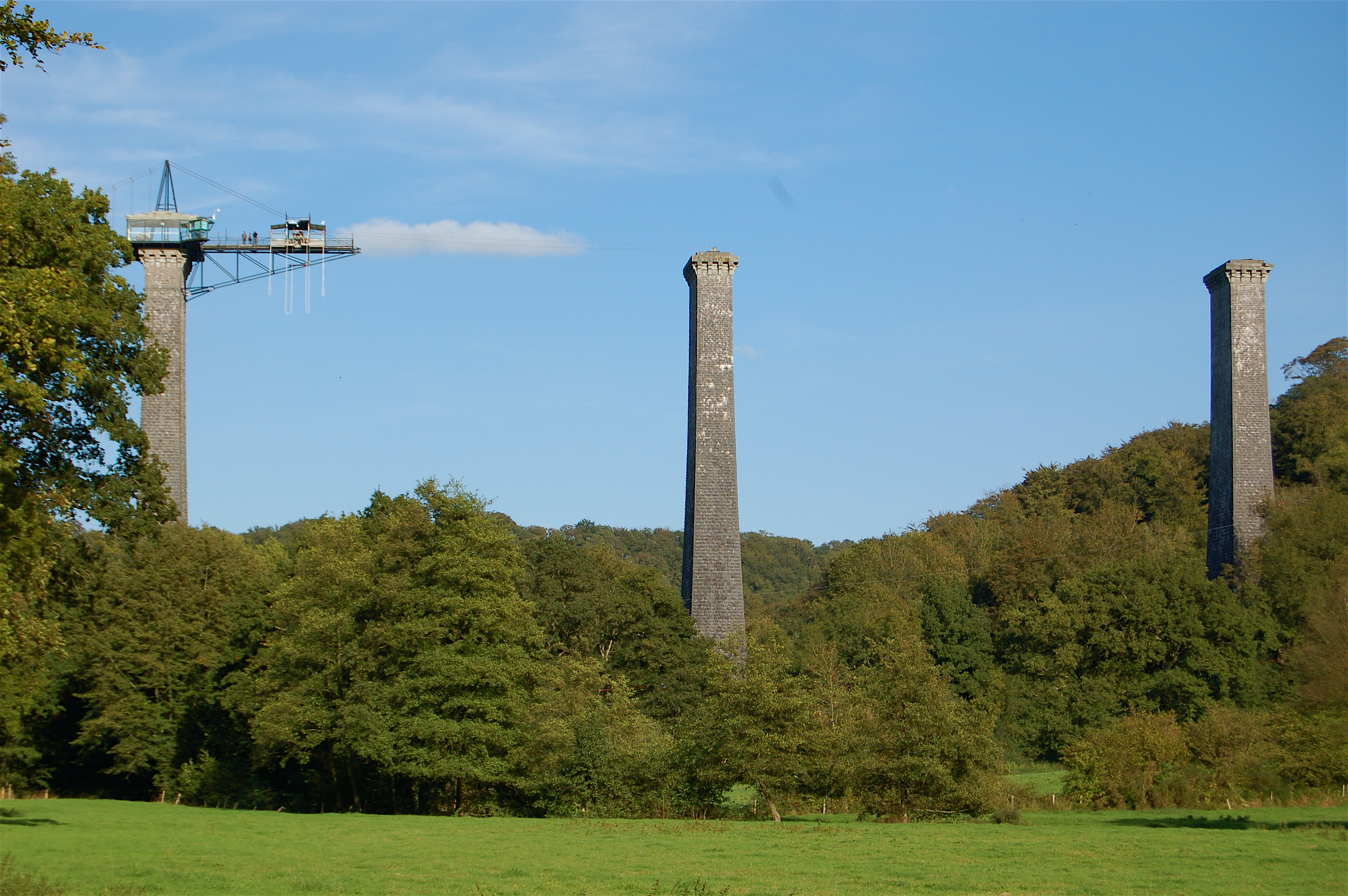
Viaduct van Souleuvre
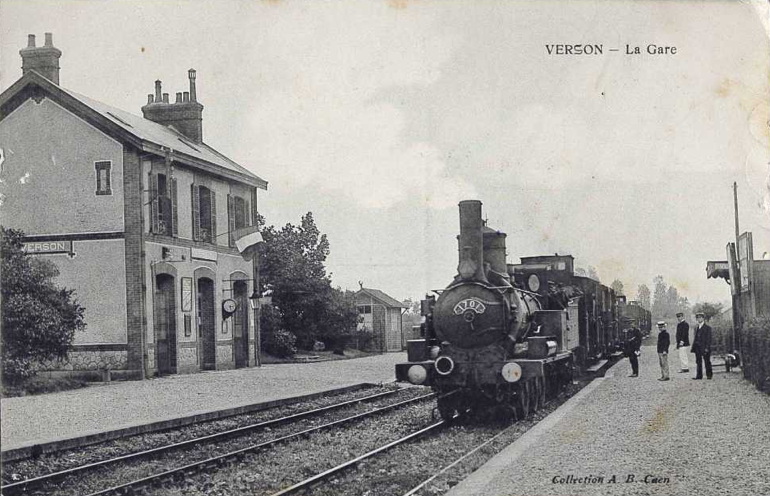
Station Verson begin 20e eeuw